# Above & Beyond

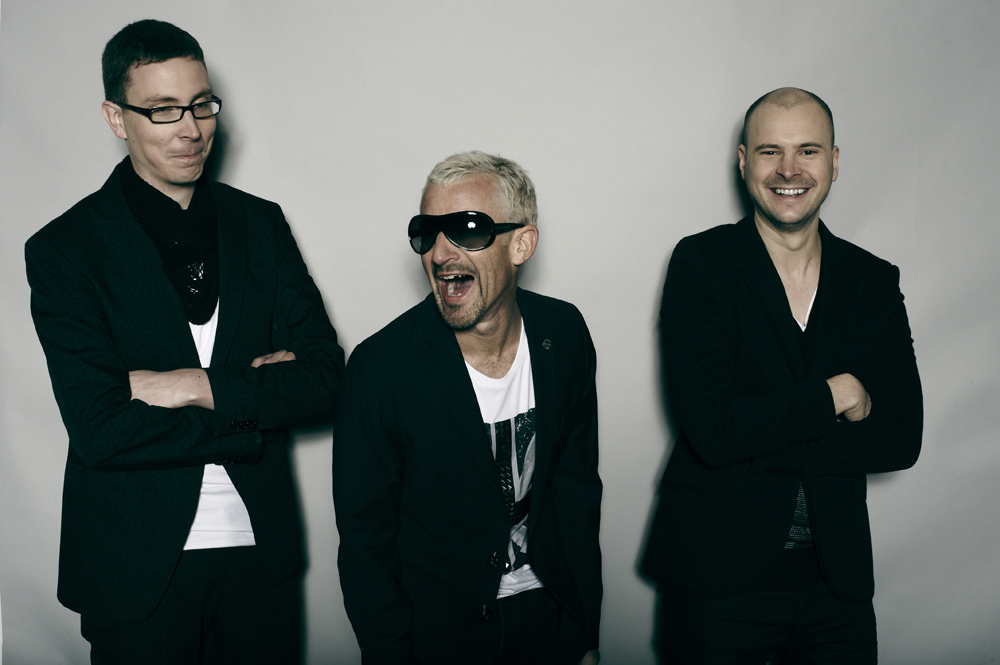
Paavo Siljamäki (links), Tony McGuinness (Mitte) und Jonathan Grant (rechts) im Jahr 2011

Above & Beyond ist ein britisch-finnisches Trance-Projekt der Musikproduzenten Jonathan „Jono“ Grant, Tony McGuinness und Paavo Siljamäki.

## Bandgeschichte
Jono Grant und Paavo Siljamäki kannten sich bereits von der Westminster University und haben im Sommer 1999 zusammen das Musiklabel Anjunabeats gegründet, dessen erste Veröffentlichung (Anjunabeats Volume 1) bereits große Unterstützung von Paul Oakenfold und Pete Tong erhielt. Tony McGuinness wurde über seinen Bruder Liam auf das Produzenten-Duo aufmerksam und bat sie 2000 um Unterstützung bei der Fertigstellung eines Remixes für den Club-Klassiker Home von Chakra. Ihre Version erschien unter dem Namen Above and Beyond Remix und wurde (vor allem auch aufgrund der Unterstützung durch Pete Tong) Nummer eins der UK Dance-Charts. Infolgedessen wurde Above and Beyond zum dauerhaften Projekt.
Weltweite Aufmerksamkeit erlangte das Trio durch den Remix von Madonnas What it feels like for a girl, der auch für das offizielle Musikvideo verwendet wurde.
Die erste eigene Single erschien 2002 unter dem Titel Far from in Love und avancierte zum Club-Hit.
Neben den erfolgreichen Remix-Projekten und Eigenproduktionen sind Above & Beyond auch als DJ-Team tätig. Das Trio gewann den Essential Mix of the Year-Award des Senders BBC Radio 1 und wurde an den International Dance Music Awards bereits in zahlreichen Kategorien nominiert. 2009 gewannen sie die Auszeichnung in der Kategorie „Best Artist (Group)“.
In der DJ-Rangliste des DJ Magazine belegten Above & Beyond bereits viermal eine Top-5-Platzierung. 2011 belegten sie Platz 5.
Am 16. Januar 2015 kam das 3. Studioalbum von Above & Beyond mit dem Namen „We are all we need“ in Deutschland, Finnland, Spanien und Italien auf den Markt. In den USA und Großbritannien erschien das Album offiziell am 19. Januar 2015. Es sind insgesamt 16 Lieder auf der LP, wovon viele davon im typischen Above & Beyond Style sind, und zwar meistens mit einem Wave-Pad-Synthesizer, aber auch Lieder ohne den typischen Dance Beat. Mit diesen Liedern wollen sie an ihr Acoustic-Album von Anfang 2014 anknüpfen.
Zeitgleich mit dem Verkaufsstart des Albums in Europa begannen die Briten ihre „We Are All We Need – European Tour 2015“ durch Mittel- und Nordeuropa. Ausverkaufter Tourstart war am 15. Januar 2015 in der Kölner Live Music Hall. Während ihrer Tour machten jeweils immer zwei der drei Bandmitglieder halt in Helsinki, Kopenhagen, Oslo, Stockholm, Antwerpen, Amsterdam, Paris, Glasgow, London und Manchester. Die Tour war fast vollständig ausverkauft. Begleitet wurden Above & Beyond als Voracts von verschiedenen Interpreten aus der „Anjuna-Family“, u. a. Lane 8.
Nach der Tour durch Europa starteten die drei Musiker im Februar 2015 ihre große Tour durch Nordamerika, anschließend besuchte man noch wenige auserwählte Orte weltweit.
Für die Grammy Awards 2016 war das Trio mit den Song We’re All We Need in der Kategorie Best Dance Recording nominiert.
Am 26. Januar 2018 erschien das neue Studio-Album Common Ground.

## Trance Around the World/Group Therapy Radio
Wöchentlich jeden Freitagabend veröffentlicht das Trio zudem eine moderierte Radiosendung namens Group Therapy Radio (ABGT), die über verschiedene Sendeanstalten empfangen werden kann. Bis zum 3. November 2012 hieß die Radioshow Trance Around the World (TATW). Seit Episode 227 (vom 1. August 2008) kann die Sendung auch kostenlos als Podcast über iTunes oder auf einer speziellen Webseite incl. Tracklists heruntergeladen werden. Trance Around the World erreichte nach eigenen Angaben in den letzten Wochen über 30 Millionen Zuhörer, Angaben für die neue Radioshow liegen zurzeit nicht vor. Vergleichbare Sendungen sind beispielsweise A State Of Trance von Armin van Buuren oder VONYC Sessions von Paul van Dyk.
Nahezu jede Episode von Group Therapy Radio (ausgenommen Sondersendungen) beginnt mit dem Intro und einem etwa 60- bis 90-minütigem moderierten DJ-Set der Produzenten. Dabei gibt es mehrere reguläre Abschnitte: Als erstes den Record of the Week, einen Track, der in der Sendung besonders hervorgehoben wird und von Above & Beyond selbst ausgewählt wird. Danach folgt der Push the Button-Track, ein Song, der jede Woche von Fans der Sendung auf der Facebook-Seite ausgewählt wird. Der Name Push the Button ist eine Anspielung auf eine Angewohnheit des Trios, bei Live-Auftritten eine zufällige Person auf die Bühne zu holen, die dann bei einem unterbrochenen Track wieder den Play-Knopf drücken darf. Danach folgt der Flashback-Track, ein Klassiker, der wieder gespielt wird, und danach folgt der Guestmix, bei dem jede Woche ein anderer DJ von Above & Beyond eingeladen wird, um die letzten 30 Minuten der Show mit Musik zu füllen. Diese letzten Minuten sind nicht moderiert.

## OceanLab
Seit 2000 veröffentlicht das Trio zusammen mit Sängerin Justine Suissa auch unter dem Namen OceanLab. Ihre erste Single war Clear Blue Water. Diese brachte ihnen schon Anerkennung in der Szene. Bis 2006 erschienen drei weitere Singles. Dann entschlossen die vier sich, ein Studioalbum zu beginnen. Da diese noch andere Projekte in Arbeit hatten, dauerte es knapp zwei Jahre, bis dieses Album fertig war. Im Juli 2008 wurde es unter dem Namen Sirens of the Sea veröffentlicht.

## Diskografie

### Alben
- 2006: Tri-State
- 2008: Sirens of the Sea (als Above & Beyond presents OceanLab)
- 2008: Tri-State Remixed
- 2009: Sirens of the Sea Remixed (als Above & Beyond presents OceanLab)
- 2011: Group Therapy
- 2014: Acoustic (Akustikversion ausgewählter Titel der Alben: Tri-State, Sirens of the Sea und Group Therapy)
- 2015: We Are All We Need
- 2016: Acoustic II
- 2018: Common Ground
- 2019: Flow State

### Kompilationen
- 2003: Anjunabeats Volume One
- 2004: Anjunabeats Volume Two
- 2005: Anjunabeats Volume Three
- 2006: Anjunabeats Volume Four
- 2007: Anjunabeats Volume Five
- 2008: Anjunabeats100 + From Goa to Rio
- 2008: Anjunabeats Volume Six
- 2009: Anjunabeats Volume 7
- 2009: Trance Nation (Ministry of Sound)
- 2010: Anjunabeats Volume 8
- 2010: Utopia (Armani Exchange Music Series)
- 2011: 10 Years of Anjunabeats
- 2011: Anjunabeats Volume 9
- 2012: Cream Ibiza 2012
- 2013: Anjunabeats Volume 10
- 2014: Anjunabeats Volume 11
- 2015: Anjunabeats Volume 12
- 2017: Anjunabeats Volume 13
- 2019: Anjunabeats Volume 14
- 2020: The Club Mix Collection

### Singles
als Above & Beyond
- 2002: Far from in Love (featuring Kate Cameron)
- 2004: No One on Earth (featuring Zoë Johnston)
- 2005: Air for Life (mit Andy Moor)
- 2006: Alone Tonight (featuring Richard Bedford)
- 2006: Can't Sleep (featuring Ashley Tomberlin)
- 2007: Good for Me (featuring Zoë Johnston)
- 2007: Home (featuring Hannah Thomas)
- 2009: Anjunabeach
- 2010: Anphonic (mit Kyau & Albert)
- 2011: Sun & Moon (featuring Richard Bedford)
- 2011: Thing Called Love (featuring Richard Bedford)
- 2011: You Got to Go (featuring Zoë Johnston)
- 2011: Sea Lo Que Sea Será (featuring Miguel Bosé)
- 2011: Formula Rossa
- 2011: Every Little Beat (featuring Richard Bedford)
- 2012: Love Is Not Enough (featuring Zoë Johnston)
- 2012: Alchemy (featuring Zoë Johnston)[5]
- 2019: Don’t Leave (US: Gold)[6]

als Above & Beyond presents OceanLab
- 2001: Clear Blue Water
- 2002: Sky Falls Down
- 2003: Beautiful Together
- 2004: Satellite
- 2008: Sirens of the Sea
- 2008: Miracle
- 2008: Breaking Ties
- 2009: On a Good Day
- 2009: Lonely Girl

als Anjunabeats
- 2000: Volume One

als Above & Beyond presents Tranquility Base
- 2001: Razorfish
- 2004: Surrender
- 2005: Getting Away
- 2007: Oceanic
- 2008: Buzz
- 2009: Buzz (Buzztalk Mix)

als Dirt Devils
- 2000: Disco Fans
- 2000: The Drill
- 2003: Music Is Life

als Free State
- 2000: Different Ways
- 2001: Release

als Rollerball
- 2003: Albinoni

als Tongue of God
- 2001: Tongue of God

als Zed-X
- 2003: The Storm

### Remixe
als Above & Beyond
- 2000: Chakra – Home (Above & Beyond Mix)
- 2000: Aurora – Ordinary World (Above & Beyond Remix)
- 2000: Fragma – Everytime You Need Me (Above & Beyond Remix)
- 2000: Adamski – In The City (Above & Beyond Mix)
- 2001: Armin van Buuren presents Perpetuous Dreamer – The Sound Of Goodbye (Above & Beyond Remix)
- 2001: Anjunabeats – Volume One (Above & Beyond Remix)
- 2001: Anjunabeats – Volume One (Free State vs. Dirt Devils Remix)
- 2001: Ayumi Hamasaki – M (Above & Beyond Vocal Dub Mix)
- 2001: Ayumi Hamasaki – M (Above & Beyond Typhoon Dub Mix)
- 2001: Ayumi Hamasaki – M (Above & Beyond Vocal Mix)
- 2001: The Mystery – Mystery (Above & Beyond Remix)
- 2001: Three Drives On A Vinyl – Sunset On Ibiza (Above & Beyond Remix)
- 2001: Dario G – Dream To Me (Above & Beyond Mix)
- 2001: Delerium – Underwater (Above & Beyond’s 21st Century Mix)
- 2001: Madonna – What It Feels Like For A Girl (Above & Beyond 12″ Club Mix)
- 2002: Catch – Walk On Water (Baby U Can) (Above & Beyond Remix)
- 2002: Every Little Thing – Face The Change (Dirt Devils vs. Above & Beyond Remix)
- 2002: Vivian Green – Emotional Rollercoaster (Above & Beyond Mix)
- 2003: Billie Ray Martin – Honey (Above & Beyond Club Mix)
- 2003: Billie Ray Martin – Honey (Above & Beyond Dub Mix)
- 2003: Rollerball – Albinoni (Above & Beyond Remix)
- 2003: Motorcycle – As The Rush Comes (Above & Beyond’s Dynaglide Mix)
- 2003: Tomcraft – Loneliness (Above & Beyond Remix)
- 2003: Exile – Your Eyes Only (Aimai Naboku Rinkan) (Above & Beyond Mix)
- 2003: Matt Hardwick vs. Smith & Pledger – Day One (Above & Beyond’s Big Room Mix)
- 2003: Rusch & Murray – Epic (Above & Beyond Remix)
- 2003: Madonna – Nobody Knows Me (Above & Beyond 12″ Mix)
- 2004: Britney Spears – Everytime (Above & Beyond’s Club Mix)
- 2004: Britney Spears – Everytime (Above & Beyond’s Radio Edit)
- 2004: Chakra – I Am (Above & Beyond Mix)
- 2004: Dido – Sand In My Shoes (Above & Beyond’s UV Mix)
- 2004: Delerium – Silence (Above & Beyond’s 21st Century Remix)
- 2004: OceanLab – Satellite (Original Above & Beyond Mix)
- 2005: Ferry Corsten & Shelley Harland – Holding On (Above & Beyond Remix)
- 2006: Cara Dillon vs. 2Devine – Black Is The Colour (Above & Beyond’s Divine Intervention Remix)
- 2007: Adam Nickey – Never Gone (Original Mix) (Above & Beyond Respray)
- 2007: DT8 Project – Destination (Above & Beyond Remix)
- 2007: Purple Mood – One Night In Tokyo (Above & Beyond Remix)
- 2008: Radiohead – Reckoner (Above & Beyond Remix)
- 2009: Dirty Vegas – Tonight (Above & Beyond Remix)
- 2010: Miguel Bose – Por Ti (Above & Beyond Remix)
- 2016: Moby – Porcelain (Above & Beyond Remix)

als Dirt Devils
- 2000: Free State – Different Ways (Dirt Devils Remix)
- 2000: The Croydon Dub Heads – Your Lying (Dirt Devils Remix)
- 2001: Free State – Release (Dirt Devils Rumpus Dub)
- 2001: Anjunabeats – Volume One (Free State vs. Dirt Devils Remix)
- 2002: Modulation – Darkstar (Dirt Devils Remix)
- 2002: Every Little Thing – Face The Change (Dirt Devils vs. Above & Beyond Remix)
- 2002: Day After Tomorrow – Faraway (Dirt Devils 12″ Mix)
- 2002: Day After Tomorrow – Faraway (Dirt Devils Inst)
- 2002: Matt Cassar presents Most Wanted – Seven Days And One Week (Dirt Devils Mix)
- 2002: Future Breeze – Temple Of Dreams (Dirt Devils Remix)
- 2003: Ayumi Hamasaki – Voyage (Dirt Devils Remix)

als Free State
- 2000: 4 Strings – Day Time (Free State Vocal Mix)
- 2000: Icebreaker International Port of Yokohama (The Free State YFZ Mix)
- 2001: Anjunabeats – Volume One (Free State vs. Dirt Devils Remix)